# Dog Man Star
Dog Man Star är ett musikalbum av den brittiska gruppen Suede, utgivet den 10 oktober 1994. Samtliga låtar är skrivna av Brett Anderson och Bernard Butler. Dog Man Star är Suedes andra studioalbum och det sista med Butler.

## Jubileumsutgåva
År 2014 utgavs Dog Man Star: 20th Anniversary. Samma år utgav Suede ett särskilt boxset, som bland annat innehåller en blu-ray med originalalbumet och B-sidorna, 2 CD-skivor och ett kassettalbum med inlagan från 1994. Vidare finns intervjuer med bandet, flera liveuppträdanden samt promovideon till "Stay Together". 

## Låtförteckning
Alla låtar är skrivna och komponerade av Brett Anderson och Bernard Butler. 
| Nr  | Titel                | Längd |
| --- | -------------------- | ----- |
| 1.  | Introducing the Band | 2:38  |
| 2.  | We Are the Pigs      | 4:19  |
| 3.  | Heroine              | 3:22  |
| 4.  | The Wild Ones        | 4:50  |
| 5.  | Daddy's Speeding     | 5:22  |
| 6.  | The Power            | 4:31  |
| 7.  | New Generation       | 4:37  |
| 8.  | This Hollywood Life  | 3:50  |
| 9.  | The 2 of Us          | 5:45  |
| 10. | Black or Blue        | 3:48  |
| 11. | The Asphalt World    | 9:25  |
| 12. | Still Life           | 5:23  |

| 13. | Modern Boys | 4:07 |

## Medverkande
- Brett Anderson – sång
- Bernard Butler – gitarr
- Simon Gilbert – trummor
- Mat Osman – elbas